# Quanteninvariante
Im mathematischen Gebiet der Knotentheorie sind Quanteninvarianten Invarianten von Knoten, Verschlingungen und 3-Mannigfaltigkeiten, die mittels der Darstellungstheorie von Quantengruppen oder allgemeiner aus Lösungen der Yang-Baxter-Gleichung definiert werden.

## Konstruktion via R-Matrizen
Gegeben seien eine R-Matrix {\displaystyle R=(R_{kl}^{ij})_{i,j,k,l}\colon V\otimes V\to V\otimes V} und ein Isomorphismus {\displaystyle \mu \colon V\to V}, sowie eine Markow-Spur {\displaystyle Tr}.
Mittels der R-Matrix definiert man Darstellungen der Zopfgruppen {\displaystyle B_{n}} durch
{\displaystyle \rho _{n}\colon B_{n}\to Aut(V^{\otimes n})}
{\displaystyle \rho _{n}(\sigma _{i})=id_{V}^{i-1}\otimes R\otimes id_{V}^{n-i-1}}.
Mittels des Satzes von Alexander kann man jede Verschlingung als Abschluss eines Zopfes darstellen. Mittels der Markow-Spur erhält man aus dem so definierten Endomorphismus eine Invariante und mit dem Satz von Markow kann man zeigen, dass diese Invariante wohldefiniert ist.

## Beispiele von Quanteninvarianten
- Kontsevichs universelle Knoteninvariante
- Kashaev-Invariante
- Witten–Reshetikhin–Turaev-Invariante (siehe auch: Chern-Simons-Funktional)
- Rozansky–Witten-Invariante
- LMO-Invariante
- Turaev–Viro-Invariante
- Dijkgraaf–Witten-Invariante
- Reshetikhin–Turaev-Invariante
- Casson-Walker-Invariante
- HOMFLY-Polynom
- Vassiliev-Invarianten (Invarianten endlichen Typs)